# محمد محفوظ (خطاط)
محمد محفوظ هو خطاط مصري ابتدع عام 1349 هـ الخط التاجي باقتراح من الملك فؤاد الأول، وسماه الخط التاجي نسبة إلى صاحب التاج.